# Waldemarsudde

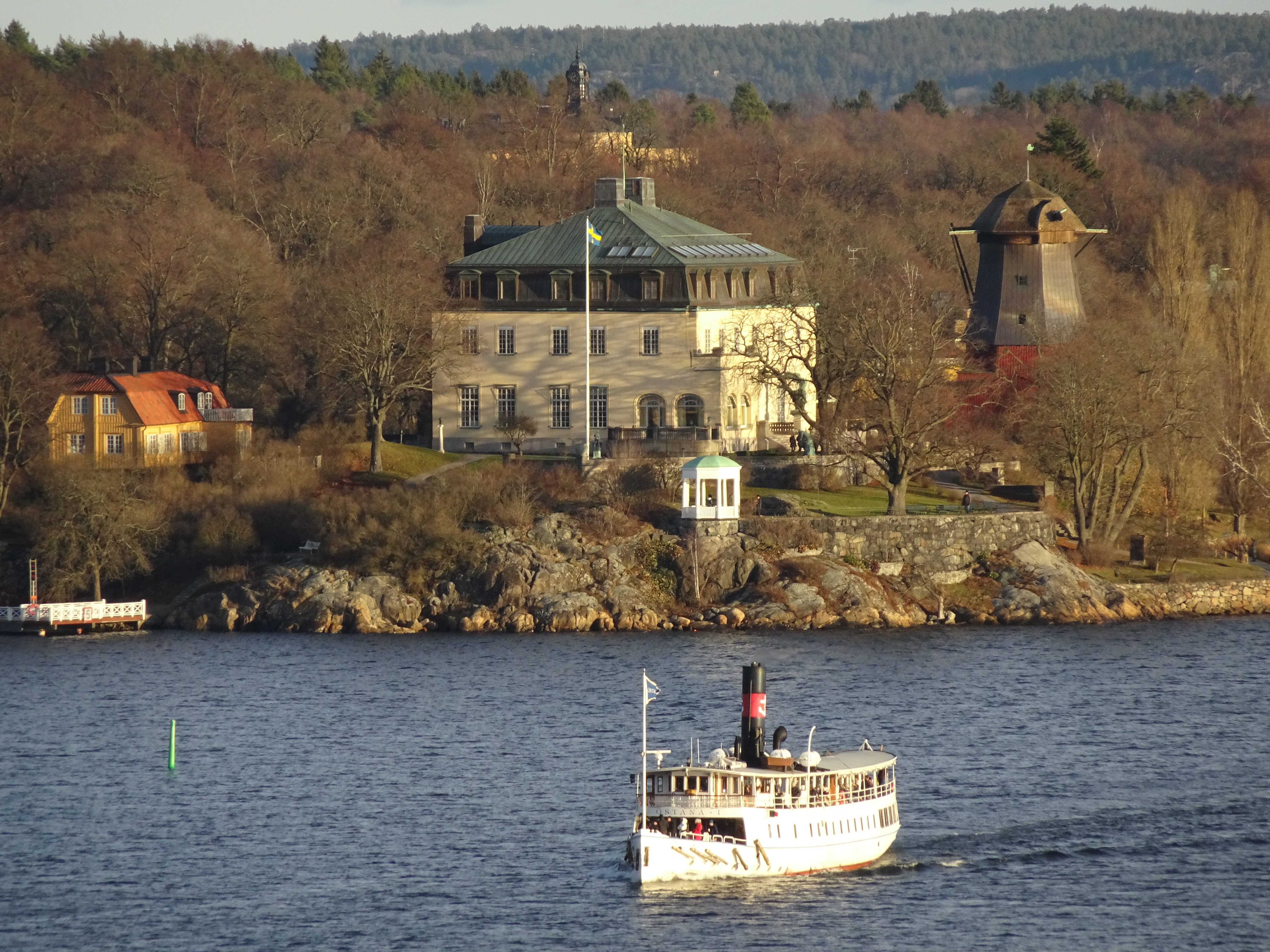
Waldemarsudde, Gamla huset till vänster, Slottet i mitten och Oljekvarnen till höger, i förgrunden syns M/S Östanå I.

Waldemarsudde är ett område med historiska byggnader vid Ryssviken på Djurgården i Stockholm och är beläget inom Kungliga nationalstadsparken. Här ligger Prins Eugens Waldemarsudde som är ett konstmuseum. Egendomen Waldemarsudde omfattar 70 000 kvadratmeter och är på tre sidor omgiven av vatten. Huvudbyggnaden och konstgalleriet uppfördes 1905 respektive 1913 efter ritningar av Ferdinand Boberg och Prins Eugen av Sverige. På udden finns även den världsunika Waldemarsuddes oljekvarn från 1780-talet.

## Historik

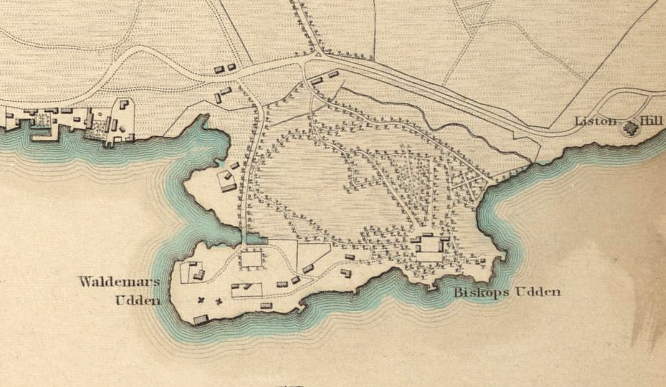
"Waldemars Udden", 1836.

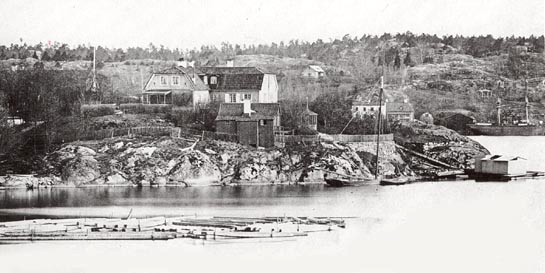
Waldemarsudde på 1890-talet.

På medeltiden hette Djurgården Valmundsön (se Walmundsö), som senare förvanskades till Valdemarsön, som i sin tur troligen gav upphov till namnet Waldemarsudde (på äldre kartor även stavat Waldemars Udden). Valmundsön ägdes 1352 av Clara kloster och blev på 1440-talet kunglig jaktmark, men själva udden låg utanför Kungliga Djurgården och nyttjades för bland annat båtbyggeri.
Redan på 1730-talet fanns ett oljeslageri på udden och från samma tid härrör även namnet Valdemarsudde (senare stavat med "W"). 1737 uppläts området till kommissarie Alström, som i sin tur överlät det till ett konsortium som hade privilegium på oljeslageri. Föreståndaren var engelsmannen Maister, han blev slutligen ensam ägare av hela området och oljekvarnen. Efter Maisters död såldes anläggningen 1782 till grosshandlaren Carl Magnus Fris (se även Frisens park).
Under Fris blev Waldemarsudde en industriplats. Han lät uppföra två väderkvarnar på berget, en för produktion av linolja och färgämne och en för sågning av bräder. Sågkvarnen brann ner 1849 men Waldemarsuddes oljekvarn finns ännu kvar på berget. Gamla huset vid parken där Carl von Linné står staty byggdes som Fris' sommarbostad. År 1839 köptes anläggningen av grosshandlaren Johan Bergman Olson med ursprung i Nederkalix socken, vilken dessutom var träexportör. Han fortsatte med oljeslageriet och använde Waldemarsudde som lastplats och brädgård. Hans segelfartyg låg ofta för ankar där.

## Prins Eugens Waldemarsudde
Museet Prins Eugens Waldemarsudde har sin grund i att prins Eugen uppskattade platsen och kom till Waldemarsudde redan som ung då han bodde på det närbelägna Rosendals slott. Prinsen bestämde sig ganska snart för att låta bygga en permanent bostad, "Slottet", på Waldemarsudde och som arkitekt valde han Ferdinand Boberg. Han omskapade det tidigare industriområdet till en landskapspark och fyllde parken och sin bostad med verk av huvudsakligen svenska konstnärer.
Prins Eugen avled år 1947 och kremerades, som den första kungliga personen i Sverige. Hans urna gravsattes nere vid stranden bakom "Gula huset". Vid sin död testamenterade prinsen hela egendomen med dess konstsamlingar till svenska staten, som överlät den till Stockholms stad. År 1995 överläts Waldemarsudde till staten. Från och med 1 juli 2017 är Prins Eugens Waldemarsudde en självständig stiftelse med statliga bidrag.
Waldemarsudde är ett statligt byggnadsminne.

## Waldemarsudde idag
Numera visas hela prinsens bostad och hans stora konstsamling tillsammans med Eugens egna verk. I samlingen finns verk av bland andra Karl Nordström, Nils Kreuger, Gunnar G:son Wennerberg, Oscar Björck, Ernst Josephson, Richard Bergh, Anders Zorn, Carl Fredrik Hill, Ivan Aguéli, Isaac Grünewald, Gösta Adrian-Nilsson och Eugène Jansson. I trädgården finns verk av skulptörer som Auguste Rodin, Per Hasselberg, Carl Milles, Antoine Bourdelle, Carl Eldh, Christian Eriksson, Herman Norrman och Liss Eriksson samt flera andra. 
Vid grinden intill Prins Eugens väg står fortfarande den grönmålade grindstugan, som sedan 1905 var vaktmästarbostad och senare bostad för guiden till Waldemarsudde. Lite längre in i parken återfinns Ektorpet som i slutet av 1700-talet var fiskarstuga och numera fungerar som sommarcafé. I galleriet visas omväxlande konst ur Waldemarsuddes egna samlingar och tillfälliga utställningar. Även "Slottet" är öppet för besökare. I galleriets butik kan man köpa den av Prins Eugen 1915 formgivna Waldemarsuddekrukan.

## Referenser

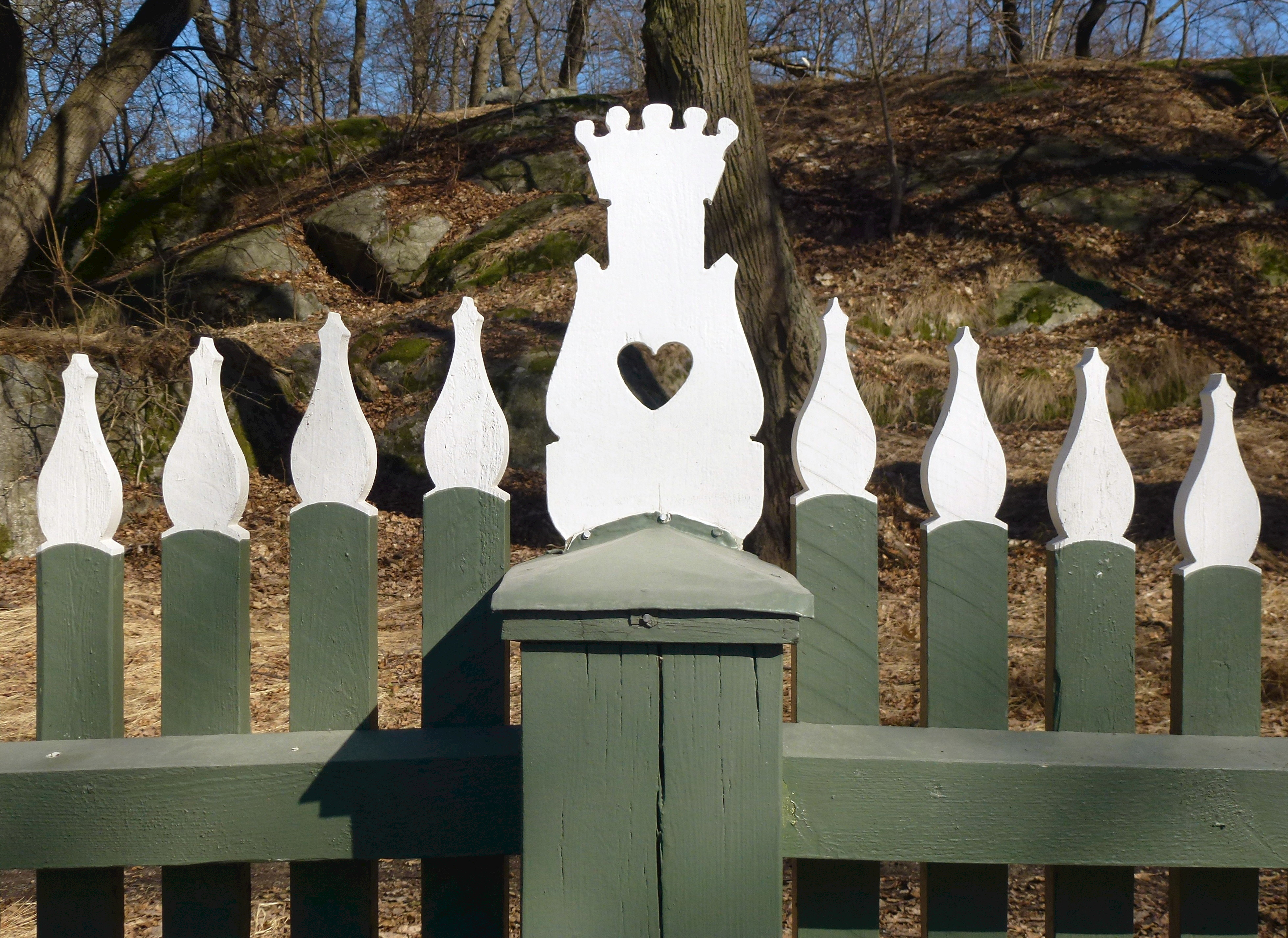
Staketet kring anläggningen, detalj.